# Centrolene charapita
Centrolene charapita é uma espécie de anfíbio anuro da família Centrolenidae. Está presente no Peru. Não foi ainda avaliada pela UICN.